# Gazankulu
Gazankulu is een voormalig thuisland in het uiterste noordoosten van Zuid-Afrika, circa 7000 vierkante kilometer groot. Het grondgebied van Gazankulu bestond uit twee enclaves in de voormalige Zuid-Afrikaanse provincie Transvaal en had als hoofdstad Giyani. Het officiële aantal inwoners bedroeg ongeveer 700.000.
Gazankulu was het thuisland van Changana en Tsongasprekende volkeren. Oorspronkelijk heette het Machangana. Het is genoemd naar Grote Gaza, de eerste van de Changanastamhoofden. (In het naburige Mozambique is er ook een Gazameer en een gebied met de naam Gaza.)
Gazankulu kreeg zelfbestuur op 1 februari 1973, maar in tegenstelling tot de andere thuislanden werd het nooit formeel "onafhankelijk" verklaard. Op 27 april 1994 werd het, samen met de negen andere thuislanden, herenigd met Zuid-Afrika.